# Stará Ľubovňa
Stará Ľubovňa (tysk (Alt-)Lublau, ungarsk Ólubló, latin Lublovia) er en by i regionen Prešov i det nordøstlige Slovakiet. Byen har et areal på 30,8 km² og en befolkning på 16.363 indbyggere (2005).

## Eksterne links
- Officielle hjemmeside

- Wikimedia Commons har flere filer relateret til Stará Ľubovňa